# Momordica cissoides
Momordica cissoides là một loài thực vật có hoa trong họ Cucurbitaceae. Loài này được Planch. ex Benth. mô tả khoa học đầu tiên năm 1849.